# Wildcat (Idora Park)
Wildcat in Idora Park (Youngstown, Ohio, USA) war eine Holzachterbahn des Herstellers Philadelphia Toboggan Coasters mit der Seriennummer 83, die 1929 erbaut und 1930 eröffnet wurde.
Durch ein Feuer am 26. April 1984 wurde die Bahn so stark zerstört, dass sie nie wieder eröffnet wurde. Die Teile der Bahn, die nicht durch das Feuer zerstört wurden, standen noch bis zum 26. Juli 2001 und wurden dann abgerissen.